# Беркішешть (комуна)
Беркішешть, Беркішешті (рум. Berchișești) — комуна у повіті Сучава в Румунії. До складу комуни входять такі села (дані про населення за 2002 рік):
- Беркішешть (2154 особи)
- Корлата (517 осіб)

Комуна розташована на відстані 343 км на північ від Бухареста, 22 км на південний захід від Сучави, 124 км на захід від Ясс.

## Населення
У 2009 року у комуні проживали 2885 осіб.